# Jiluka
Jiluka (ジルカ, Jiruka, estilizado como JILUKA) é uma banda japonesa de metal do movimento visual kei, formada em maio de 2013 porém reformada em fevereiro de 2015. É integrada pelo vocalista Ricko, guitarrista e principal compositor Sena, baixista Boogie e baterista Zyean. Originalmente, usavam o bordão "Metal moderno v-kei" (V系モダン・メタル, V-kei modern metaru) porém mais tarde alteraram para "Electro Gothic Metal (EGM)".
Foi ranqueada em 3° lugar no ranking de artistas visual kei do portal de notícias JRock News em 2021 e em 12° lugar em 2019.

## Carreira

### 2013–2018: Formação e primeiros anos
Jiluka foi originalmente formada em fevereiro de 2013 por Ricko, Sena, Boogie e JaiL, estreando em 6 de maio de 2013 com o single "Sicks". Porém, JaiL anunciou em junho que deixaria a banda após um último show em 21 de dezembro de 2013, causando uma pausa nas atividades do grupo. A banda recomeçou em 2015 com um novo baterista, Zyean, lançando "Screamer" e em seguida, em 8 de abril, o EP Brave Agonistic Letters Under Segregation. Em 20 de abril de 2016, lançaram o single "Faizh" e apresentaram seu primeiro show solo no dia 21 de maio em Ikebukuro. O segundo single, "Lluvia", foi lançado em 11 de novembro.
Em 2017 lançaram seu terceiro EP, intitulado de Xenomorphic, em 28 de junho. O single limitado "Hellraiser" foi lançado para compra exclusiva no show de 20 de maio de 2018 no Tsutaya-O West. Metamorphose, o primeiro álbum completo da banda, foi lançado em 12 de setembro de 2018 e alcançou a sétima posição na parada de álbuns independentes da Oricon. No dia 16 de dezembro, o grupo participou do evento Metal Square vol. 4 em Shibuya, ao lado de bandas como DIMLIM, Nocturnal Bloodlust e Deviloof.

### 2019–2023: TurnêsMad Pit
Em 2019, patrocinaram a Mad Pit Tour 2019 e tocaram nela com bandas como Deviloof, Dexcore e Victim of Deception. No dia 29 de maio, lançaram um álbum de covers intitulado Polyhedron, contendo regravações de canções de Do As Infinity, Joe Yellow, Hatsune Miku, entre outros. Participaram de uma colaboração com a banda breakin' holiday e no dia 3 de agosto, os dois grupos se apresentaram juntos e lançaram um disco intitulado B'H⇄JLK, em que Juri, vocalista do breakin' holiday, canta "Twisted Pain" do Jiluka e Ricko canta "Lilith" do breakin' holiday. O disco foi limitado a compra no dia da apresentação.
Em 13 de novembro, o álbum de grandes êxitos Xanadu foi lançado junto com uma nova versão do videoclipe de "Screamer", do EP de estreia Brave Agonistic Letters Under Segregation. O álbum também incluiu uma canção inédita, "Elice in Slow Motion".
Em fevereiro de 2020, se apresentaram no Tsutaya-O West em comemoração aos 5 anos de carreira da banda. De junho a julho, iriam patrocinar a Mad Pit Tour 2020, porém ela foi totalmente cancelada devido pandemia de COVID-19. Já em 3 de outubro embarcaram em mais uma turnê nacional, mas dessa vez com público limitado devido a pandemia, que terminou em 29 de novembro em Shibuya. A turnê foi em promoção ao novo EP, Xtopia, lançado em 14 de outubro. 
De 30 de agosto a 12 de setembro de 2020, embarcaram em turnê junto com o grupo Leetspeak Monsters.
Jiluka apresentou um show grátis online disponível mundialmente pela Twitch sediado pela loja Chaotic Harmony, em 21 de fevereiro de 2021. No segundo semestre do ano foi anunciado o novo álbum Idola previsto para 15 de setembro, e o videoclipe de "Kumari" foi enviado ao YouTube em agosto. O DVD ao vivo LIVE: the Synergy foi vendido exclusivamente na última apresentação da turnê em promoção a este álbum, feita em 18 de março de 2022 em Tóquio. Mais uma turnê ao lado de Leetspeak Monsters começou em 1 de maio deste ano e um CD colaborativo entre as duas bandas, Amphisbaena, foi vendido exclusivamente nestes shows. Produzido por Jeff Dunne, o single digital "BLVCK" foi lançado em setembro.
A Mad Pit Tour de 2022 começou em novembro. Enquanto isso, Zyean foi membro suporte do projeto solo de Cazqui do Nocturnal Bloodlust, Cazqui’s Brutal Orchestra, no lançamento da música "The Button Eyes" no mesmo mês. Sena e Boogie, que são modelos da Moi-même-Moitié, participaram de um evento da grife no dia 19 de dezembro. Em 18 de fevereiro de 2023 participaram do festival Dex Fest, sediado pela banda Dexcore, em Nagoya. No mesmo mês, lançaram o single "Overkill" que foi procedido por "Venom" em setembro. Sena tocou como convidado em um dos três álbuns solo consecutivos do músico Kisaki no meio do ano.

### 2023–presente: Crescimento internacional

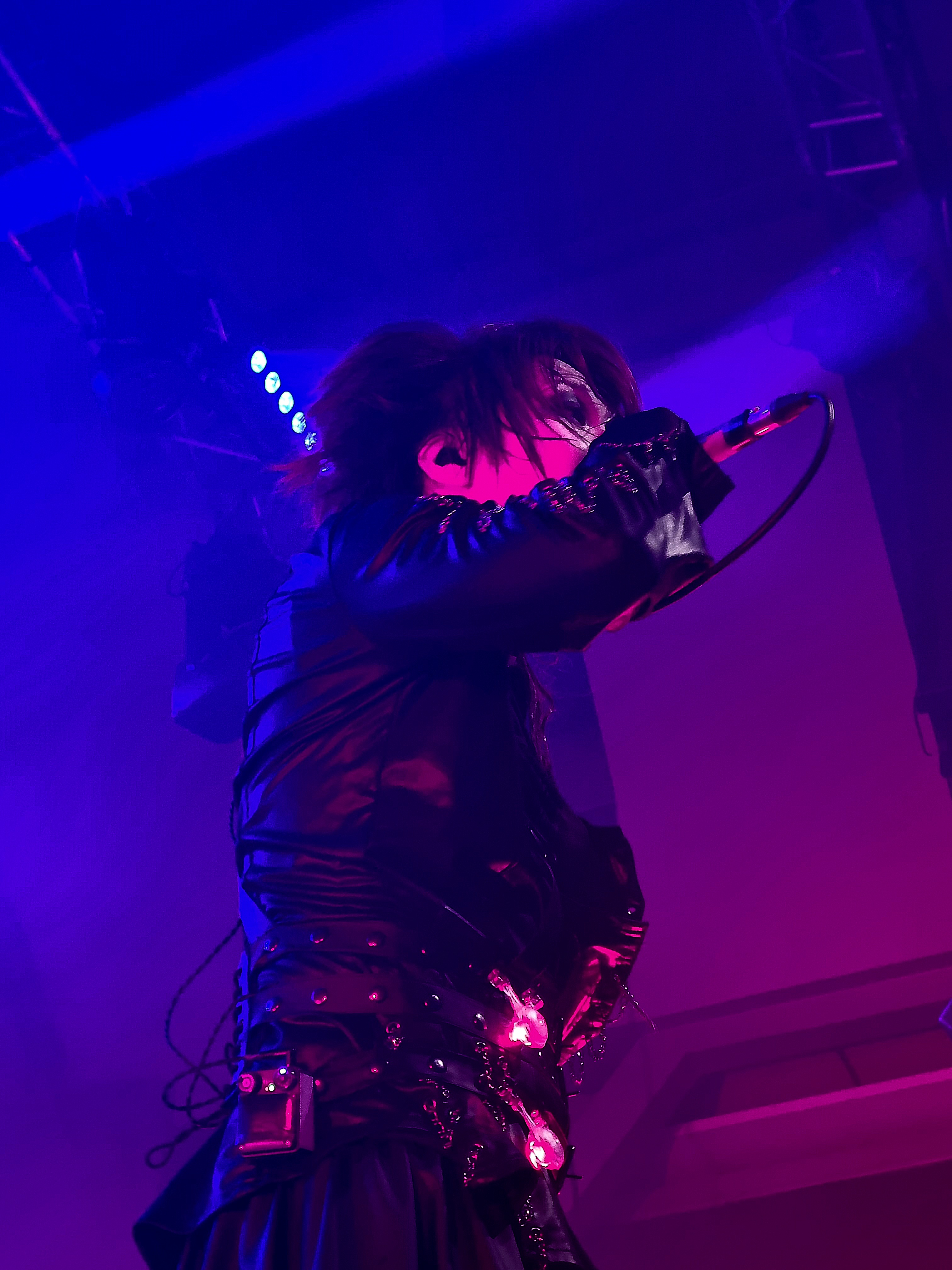
Devido ao sucesso de K4RMA, a banda embarcou em mais uma turnê europeia no mesmo ano. Imagem: Ricko

Jiluka fez sua primeira apresentação nos Estados Unidos em outubro, no Anime Weekend 2023 em Atlanta, para cerca de 3 mil pessoas. No mês seguinte, foi anunciado que eles se apresentariam no Evil Live Festival em Lisboa no dia 29 de junho de 2024, ao lado de bandas como Machine Head e Avenged Sevenfold, tornando-se a primeira banda visual kei a fazer um concerto em Portugal. Aproveitando a data do festival, a banda revelou sua primeira turnê mundial intitulada K4RMA com 5 shows solo na Europa, nas cidades de Bratislava, Varsóvia, Colônia, Paris e Londres; mais o Ressurection Festival na Espanha e uma apresentação em Los Angeles em julho. Devido ao sucesso de K4RMA, eles retornam à Europa em setembro com a K4RMA - The Return, dessa vez com dois países inéditos: Itália e Finlândia, e finalizando-a com um show na China. Logo depois, uma turnê de quatro datas nos Estados Unidos começou.
Em 16 de fevereiro de 2025 lançaram o single "KVLT", promovido por dois shows chamados "Dominvant" em Osaka e Tóquio nos dias 8 e 23. A versão física do single foi vendida no segundo. Em 8 de março começaram uma extensa turnê nos Estados Unidos como ato de apoio da banda Imminence, junto com a banda Landmvrks. Em junho iniciaram a turnê mundial The KVLT, que contou pela primeira vez com a América Latina além da Europa. Os shows de início e encerramento da turnê serão em Tóquio. Na América Latina, tocaram em Brasília no Anime Summit no dia 26 de julho, depois no Chile no dia 29 e no México no dia 31.

## Estilo musical

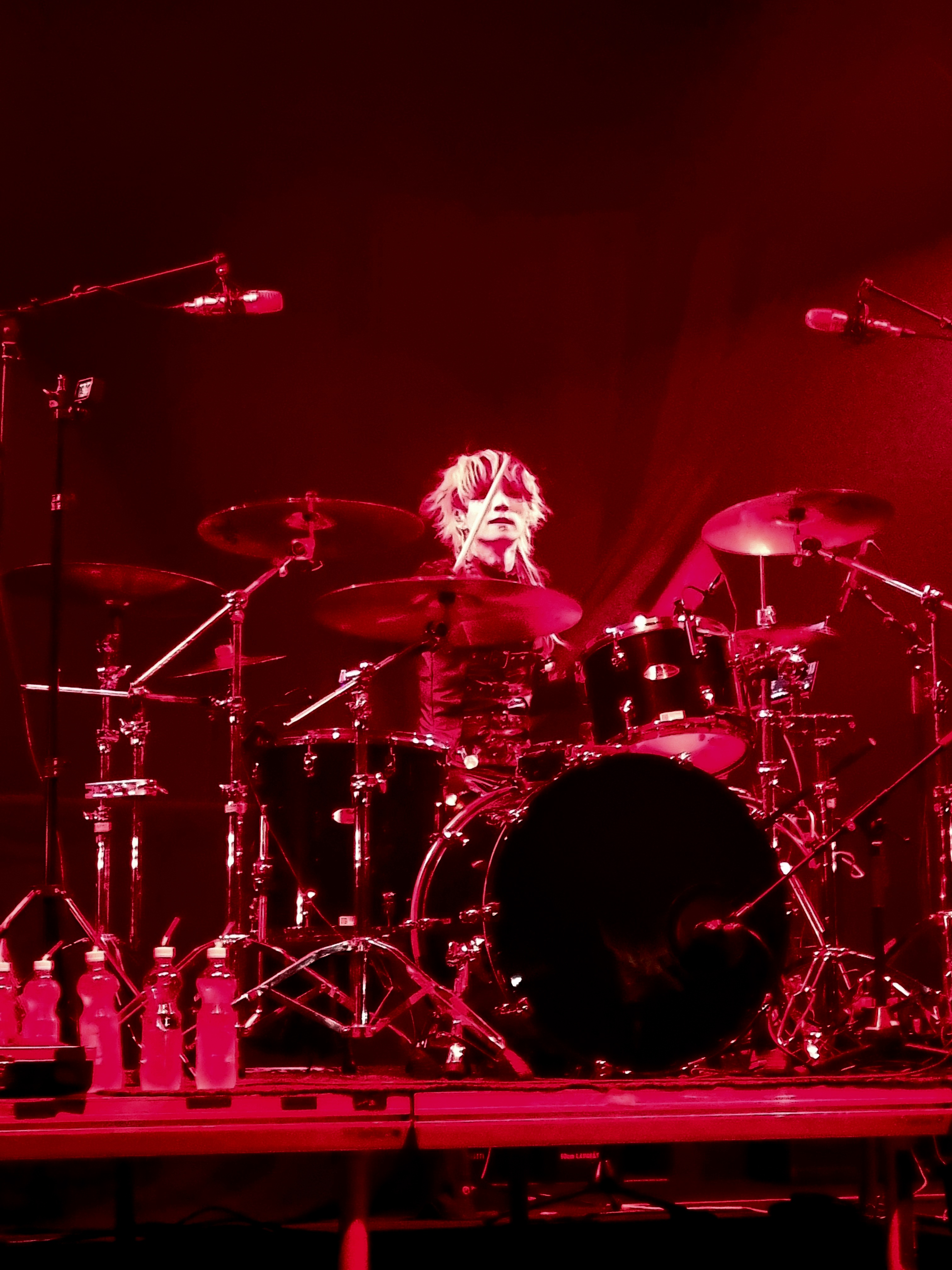
Zyean (imagem), que escuta uma grande variedade de bandas de metal, contou que não era fã de tocar bateria no ensino médio.

A musicalidade de Jiluka é apresentada como metal, principalmente metalcore, enquanto a banda faz parte do movimento visual kei. Descrevendo "Twisted Pain", a Jrock News afirmou que a música conta com "uma bateria pesada com pedais duplos, solo de guitarra chique e vocais fry scream (técnica de gutural)". Barks afirmou que "o som técnico e intenso da banda chama atenção" e comentando sobre "Divine Error", a descreve como "uma melodia pesada". Além do metal em geral, a banda também incorpora elementos hip-hop e EDM em suas músicas. Sena é o principal compositor.

### Influências
Jiluka cita como sua principal influência, entre todos os membros, a banda japonesa X Japan. Sena menciona como sendo algumas de suas influências mais específicas a banda Kansas, a música clássica e a banda inglesa Rixton. Ele conta que costumava ouvir hip-hop, até que um amigo o incitou a ouvir "Kurenai", do X Japan; se tornou um guitarrista inspirado em hide e Pata. Ricko conta que gosta de rap, sendo assim fã da banda americana Linkin Park e que também costumava ouvir L'Arc-en-Ciel. Boogie afirma que escuta um pouco de tudo, como Luna Sea e Korn, mas Slipknot trouxe ele para o metal. Zyean diz que escuta uma grande quantidade de bandas de metal, como Metallica, Bullet for My Valentine, Rhapsody of Fire, Behemoth, entre muitas outras.
Todos os membros afirmam que no início de suas carreiras musicais eram de posições diferentes. Ricko costumava tocar guitarra porém a banda que integrava não possuia um vocalista, e apesar de inseguro, começou a cantar. Mesmo que as influências de Sena o estimularam a tocar guitarra, inicialmente tocava bateria, como afirmado pelo próprio. Zyean começou a ouvir death metal e outros tipos de metal extremo quando era estudante. Ele era um vocalista autodidata que também tocava guitarra e baixo: "Para ser honesto, eu não queria tocar bateria naquela época". Em outra entrevista, ele afirmou que um colega de classe baterista o convenceu a tocar. Assim como Ricko, Boogie contou que estava faltando um baixista na banda que foi convidado a tocar.

## Membros
- Ricko (リコ) – vocal (2013–presente)
- Sena (セナ) – guitarra  (2013–presente)
- Boogie (ブギー) – baixo  (2013–presente)
- Zyean (ジェーン) – bateria (2015–presente)

### Ex-membros
- JaiL – bateria (2013)

## Discografia

### Álbuns
| Tipo                                                   | Título                                    | Lançamento             | Posição na Oricon | Posição na Oricon |
| Tipo                                                   | Título                                    | Lançamento             | Indies            | Principal         |
| ------------------------------------------------------ | ----------------------------------------- | ---------------------- | ----------------- | ----------------- |
| EP                                                     | Brave Agonistic Letters Under Segregation | 8 de abril de 2015     | –                 | –                 |
| EP                                                     | Destrieb                                  | 5 de agosto de 2015    | –                 | –                 |
| EP                                                     | Xenomorphic                               | 28 de junho de 2017    | –                 | 257               |
| Estúdio                                                | Metamorphose                              | 12 de setembro de 2018 | 7                 | 67                |
| EP de covers                                           | Polyhedron                                | 29 de maio de 2019     | –                 | 102               |
| Compilação                                             | Xanadu                                    | 13 de novembro de 2019 | –                 | 83                |
| EP                                                     | Xtopia                                    | 14 de outubro de 2020  | –                 | 88                |
| EP                                                     | Idola                                     | 15 de setembro de 2021 | –                 | 125               |
| "—" indica que a gravação não ranqueou naquela parada. |                                           |                        |                   |                   |

### Singles
| Título         | Lançamento              | Posição na Oricon |
| -------------- | ----------------------- | ----------------- |
| "Screamer"     | 4 de fevereiro de 2015  | –                 |
| "Lluvia"       | 11 de novembro de 2015  | –                 |
| "Faizh"        | 20 de abril de 2016     | 157               |
| "Divine Error" | 21 de dezembro de 2016  | 110               |
| "Ajna -SgVer-" | 25 de outubro de 2017   | 186               |
| "Hellraiser"   | 20 de maio de 2018      | –                 |
| "Ignite"       | 1 de julho de 2020      | –                 |
| "BLVCK"        | 28 de setembro de 2022  | –                 |
| "VENΦM"        | 27 de outubro de 2023   | –                 |
| "Overkill"     | 8 de março de 2023      | –                 |
| "S4VAGE"       | 10 de outubro de 2024   | –                 |
| "KVLT"         | 16 de fevereiro de 2025 | –                 |